# Grammaire de Náměšť
Pour les articles homonymes, voir Náměšť.
 (septembre 2020).
La Grammaire de Náměšť (Náměšťská mluvnice en tchèque), dont le titre original est Grāmatyka Cžeſka w dwogij ſtránce (Grammatika česká v dvojí stránce en tchèque contemporain, littéralement Grammaire tchèque à double page), est la plus ancienne grammaire de la langue tchèque, publiée en 1533 et utilisant l’orthographe proposée dans Orthographia bohemica. Elle est divisée en deux parties: Ortographia de Václava Beneše Optáta et Petra Gzela, et Etymologia de Václava Filomatesa.